# Edward Claypoole
Edward Browne Claypoole était un pianiste et compositeur américain de musique ragtime, né en 1883 à Baltimore. Un de ses morceaux les plus célèbres est "Ragging The Scale" (publié en 1915). Il décéda le 16 février 1952, à l'âge de 66 ans.

## Liste des compositions
- 1899 : Prancin' JimmyJazzapation (1922)
- 1900 : Cake Walk Lindy
- 1904 : Hike to the Pike
- 1906 : My Prairie Wildflower Sioux
- 1908 : I Don't Want to Marry You
- 1908 : My Sahara Belle [avec Henry B. Smith]

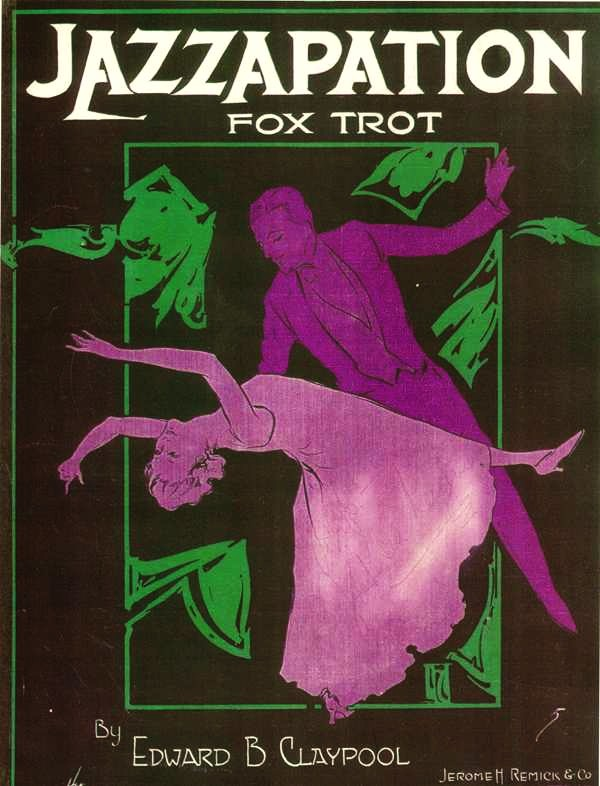
Jazzapation (1922)

- 1910 : My Guiding Star (When in Joy or in Gladness) [avec James R. Brewer]
- 1910 : Little Echo [avec James R. Brewer]
- 1913 : Nuvida - Oriental Intermezzo
- 1913 : Alabama Jigger
- 1914 : Reuben Fox Trot
- 1914 : In Revolutionary Mexico [avec Leonard Weinberg]
- 1915 : Ragging the Scale
- 1916 : American Jubilee - Patriotic Rag
- 1916 : Spooky Spooks
- 1917 : Echoes Unique
- 1917 : Kirmanshah - Oriental Intermezzo
- 1922 : Dusting the Keys
- 1922 : Jazzapation - Fox-Trot
- 1922 : Waltzing Jim
- 1922 : Changes
- 1923 : Skidding
- 1923 : Dusting the Keys (Song) [avec Edward J. Killalea]
- 1924 : Bouncing on the Keys
- 1924 : Gay Birds
- 1929 : Oriental Fantasy
- 1941 : Tapping on Ivory